# Осада Лилибея (250 до н. э.)
Осада Лилибея (250 год до н. э.) — осада римскими войсками карфагенского города Лилибей в ходе Первой Пунической войны.
После победы при Панорме римляне решили довести войну до победного конца. К тому времени у карфагенян оставалось только три крупных города на юге Сицилии: Дрепана, Эрикс и Лилибей. К Лилибею была направлена эскадра из 200 кораблей с двумя консульскими армиями на борту.
Римляне осадили города и с суши, и с моря. Положение осаждающих ухудшалось с каждым днём. Попытка сдачи города частью командиров наёмников была предотвращена Алексоном. На помощь осаждённым из Карфагена отправили эскадру, которой удалось попасть в гавань Лилибея. После этого карфагеняне устроили вылазку, которая переросла в крупное сражение, после которого карфагеняне отступили. Затем в результате бури римские осадные орудия были сильно повреждены, а карфагеняне снова сделали вылазку, во время которой подожгли осадные орудия. Римляне решили не отстраивать их заново.